# Maxilly-sur-Saône
 Maxilly-sur-Saône  es una población y comuna francesa, en la región de Borgoña, departamento de Côte-d'Or, en el distrito de Dijon y cantón de Pontailler-sur-Saône.

## Demografía
| 308 | 296 | 340 | 298 | 300 | 301 |
| Para los censos de 1962 a 1999 la población legal corresponde a la población sin duplicidades (Fuente: INSEE [Consultar]) |     |     |     |     |     |